# 忽蛸
忽蛸，八腕目章鱼科双章鱼属的一个种，主要分布于安达曼海，最大胴体长度52毫米。